# Ворріор (футбольний клуб)
«Ворріор» (ест. FC Warrior Valga) — естонський футбольний клуб з міста Валга. Учасник вищої ліги Естонії у 2006 році.

## Назви
- «Ворріор» (1992)
- «Фенікс-Спорт» (1992-1994)
- «Ворріор» (1994-)

## Історія
Датою заснування клубу вважається 1990 рік. Після утворення незалежного чемпіонату Естонії у 1992 році був включений до другої ліги. Попри початкові невдалі виступи, у сезоні 1993/94 не за спортивним принципом був включений до першої ліги, де програв усі 20 матчів, пропустивши понад 100 голів. Надалі понад десять років курсував між другою та четвертою лігами.
На початку 2006 року було розформовано клуб «Валга», який виступав у вищій лізі, і його місце було віддано клубу «Валга Ворріор», при цьому з розпущеного клубу перейшли багато гравців і тренер Іво Лехтметс. «Валга Ворріор» став аутсайдером чемпіонату, перемігши лише 3 рази в 36 матчах і набравши 11 очок, і залишив вищу лігу. У 2007—2011 роках виступав у першій лізі, де найкращим результатом стало третє місце у сезоні 2009 року. У Кубку Естонії найкращий результат — вихід до чвертьфіналу в сезоні 2009/10. У 2011 році клуб посів останнє, десяте місце у першій лізі, після цього було ухвалено рішення перейти на два рівні нижче — до третьої ліги.
З 2012 року «Валга Ворріор» виступає у третій лізі (нині п'ятий рівень у системі ліг), за винятком сезону 2017 року, коли клуб опускався до четвертої ліги та здобув перемогу в ній.

## Стадіон
У вищій лізі клуб виступав на Міському стадіоні Валги, що вміщає 1100 глядачів. У нижчих лігах грає на штучному полі стадіону «Кунгла» (1000 глядачів).

## Тренери
- Іво Лехтметс (~2006)
- Мееліс Куйвітс (…2012-2017…)